# عمر الفاروق (تنظيم القاعدة)
عمر الفاروق (1969 - 25 سبتمبر 2006) واسمه محمود أحمد محمد أحمد، هو عراقي وعضو في تنظيم القاعدة.
ولد في العراق. يُعتقد أنه التحق بتنظيم القاعدة في أوائل التسعينيات وتدرب في أفغانستان، حيث أصبح أحد أبرز مساعدي أسامة بن لادن. تعتقد السلطات الأمريكية أن الفاروق كان يخطط لهجمات على السفارات الأمريكية عندما تم أسره في بوكور بإندونيسيا عام 2002 من قبل ضابط أمن إندونيسي قام بتسليمه إلى الولايات المتحدة. كشف الفاروق عن معلومات حول تفجير السفارات في جنوب شرق آسيا، مما أدى إلى إعلان «حالة التأهب» في 10 سبتمبر 2002.
تم إرساله إلى معسكرات الاعتقال في قاعدة باغرام الجوية في أفغانستان، وفي يوليو 2005 هرب الفاروق مع ثلاثة آخرين.
وفي 25 سبتمبر 2006 قتل الفاروق على يد القوات البريطانية في مدينة البصرة العراقية.